# Francisco Goñi

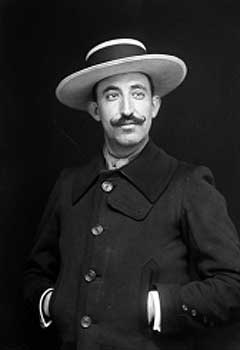
Francisco Goñi y Soler

Francisco Goñi y Soler (Madrid, 1873-Guadalajara, 1936) fue un fotógrafo español.

## Biografía

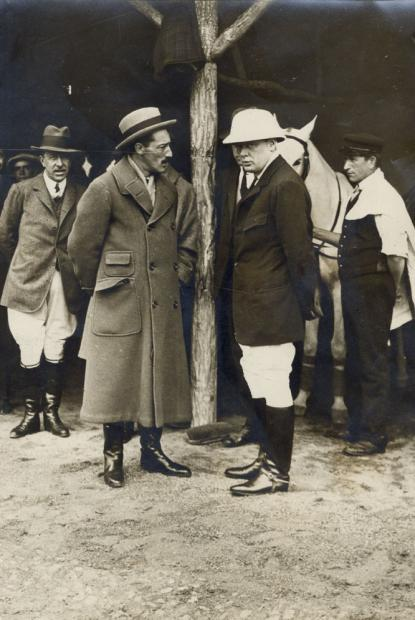
El duque de Alba y Winston Churchill en Madrid, fotografía de Goñi (1914).

Nacido en Madrid en 1873, sus fotografías aparecieron en publicaciones periódicas como Blanco y Negro, ABC, El Gráfico, Actualidades, Nuevo Mundo, Mundo Gráfico o La Esfera, entre otras. Fue uno de los reporteros gráficos que —junto a Diego Quiroga y Losada, marqués de Santa María del Villar y José L. Demaría López «Campúa»— acompañarían al rey Alfonso XIII en sus viajes. A pesar de esta dedicación al ámbito de la realeza, también realizó retratos, así como tomó instantáneas de actos religiosos, políticos y taurinos, llegando a ser enviado como corresponsal a la guerra de Melilla. Residente en la ciudad de Guadalajara desde 1918, murió asesinado durante la guerra civil española en la prisión de la ciudad, a raíz de su ideología monárquica, el 6 de diciembre de 1936.

## Fondo fotográfico
Desde 2016 la ciudad de Guadalajara, con la colaboración de la Universidad de Alcalá, ha escaneado gran parte de su fondo fotográfico para crear el Archivo Fotográfico Francisco de Goñi.